# Ignacio Trelles
Ignacio Trelles Campos, beceneve Nacho (Guadalajara, 1916. július 31. – 2020. március 24.) mexikói labdarúgó, edző.

## Pályafutása
Klubkarrierje során tizenegy évet töltött a Club Necaxa csapatánál. Ezen kívül megfordult rövid ideig több más mexikói csapatnál, valamint légióskodott az Egyesült Államokban is.
A válogatottal két vb-n vett részt, 1962-ben és 1966-ban is ő irányította a nemzeti csapatot. Összesen tizenegy évig volt Mexikó szövetségi kapitánya. Ezen kívül hosszabb időt töltött el a Zacatepecnél és a Cruz Azulnál. Utóbbival két egymást követő évben is mexikói bajnok lett (1979, 1980), ezt azóta sem tudta a csapat megismételni.